# Maria Swan
Maria Swan (15 de julio de 2002) es una deportista australiana que compite en judo. Ganó dos medallas de bronce en el Campeonato Panamericano y de Oceanía de Judo, en los años 2023 y 2025.

## Palmarés internacional
| Campeonato Panamericano y de Oceanía | Campeonato Panamericano y de Oceanía | Campeonato Panamericano y de Oceanía | Campeonato Panamericano y de Oceanía |
| Año                                  | Lugar                                | Medalla                              | Categoría                            |
| ------------------------------------ | ------------------------------------ | ------------------------------------ | ------------------------------------ |
| 2023                                 | Calgary (Canadá)                     | Medalla de bronce                    | –78 kg                               |
| 2025                                 | Santiago (Chile)                     | Medalla de bronce                    | –78 kg                               |